# Błażej Brzeziński
Błażej Brzeziński (ur. 30 lipca 1987 w Aleksandrowie Kujawskim) – polski lekkoatleta specjalizujący się w biegach długich
Ośmiokrotny stawał na podium mistrzostw Polski seniorów – ma w dorobku dwa złota (Dębno 2011, bieg maratoński i Bydgoszcz 2013, bieg przełajowy na ok. 12 kilometrów), dwa srebra (Piła 2010, półmaraton i Warszawa 2013, maraton) oraz trzykrotnie brąz (Warszawa 2014 i 2016 w maratonie oraz Kwidzyn 2020, bieg przełajowy ok. 8 kilometrów).
Reprezentant Polski na mistrzostwach świata i Europy w biegach przełajowych.
Reprezentant Polski na mistrzostwach Europy w maratonie Zurych 2014 i Berlin 2018.
Zwycięzca 39. Maratonu Warszawskiego 2017.
Jego żoną jest biegaczka Aleksandra Brzezińska.

## Rekordy życiowe
- bieg na 20 kilometrów – 1:00:55 (14 października 2012, Paryż)
- półmaraton – 1:03:49 (1 marca 2015, Ostia)
- maraton – 2:11:27 (24 września 2017, Warszawa)